# Donis Avdijaj
Donis Avdijaj (Osnabrück, Alemania, 25 de agosto de 1996) es un futbolista kosovar que juega como centrocampista en el Wolfsberger AC de la Bundesliga.

## Biografía
Su hermano Qerim Avdijaj también es futbolista, juega en TuS Bersenbrück de Alemania.

## Trayectoria
El 1 de julio de 2011 llegó a las inferiores del Schalke 04, se destacó convirtiendo muchos goles.
Fue ascendido oficialmente al primer plantel el 1 de julio de 2014. Pero no jugó partidos con el equipo absoluto, sino con la reserva.
Fue cedido al SK Sturm Graz por dos temporadas, jugó 45 partidos y anotó 13 goles en el club austríaco.
Para la temporada 2016-17 regresó al Schalke, iba a ser considerado pero una lesión de meniscos lo apartó de la cancha por varias semanas.

## Selección nacional
Fue internacional con la selección de Alemania en las categorías sub-16, sub-17 y sub-19.
Se destacó en la categoría sub-17, tanto en amistosos como en las fases previas del Campeonato Europeo, jugó 13 partidos y anotó 10 goles.

### Participaciones en juveniles
| Competición                               | Sede       | Resultado   | Partidos | Goles |
| ----------------------------------------- | ---------- | ----------- | -------- | ----- |
| Campeonato Europeo Sub-17 de la UEFA 2013 | Eslovaquia | Ronda Élite | 6        | 6     |

## Estadísticas
Actualizado al 26 de mayo de 2025.
| Club                              | Div.          | Temporada     | Liga  | Liga  | Copas nacionales | Copas nacionales | Torneos internacionales | Torneos internacionales | Total | Total |
| Club                              | Div.          | Temporada     | Part. | Goles | Part.            | Goles            | Part.                   | Goles                   | Part. | Goles |
| --------------------------------- | ------------- | ------------- | ----- | ----- | ---------------- | ---------------- | ----------------------- | ----------------------- | ----- | ----- |
| S. K. Sturm Graz · Austria        | 1.ª           | 2014-15       | 17    | 6     | 0                | 0                | —                       | —                       | 17    | 6     |
| S. K. Sturm Graz · Austria        | 1.ª           | 2015-16       | 25    | 3     | 2                | 3                | 1                       | 1                       | 28    | 7     |
| S. K. Sturm Graz · Austria        | Total club    | Total club    | 42    | 9     | 2                | 3                | 1                       | 1                       | 45    | 13    |
| F. C. Schalke 04 · Alemania       | 1.ª           | 2016-17       | 9     | 2     | 0                | 0                | 3                       | 0                       | 12    | 2     |
| F. C. Schalke 04 · Alemania       | Total club    | Total club    | 9     | 2     | 0                | 0                | 3                       | 0                       | 12    | 2     |
| Roda JC · Países Bajos            | 1.ª           | 2017-18       | 13    | 3     | 1                | 1                | —                       | —                       | 14    | 4     |
| Roda JC · Países Bajos            | Total club    | Total club    | 13    | 3     | 1                | 1                | 0                       | 0                       | 14    | 4     |
| Willem II · Países Bajos          | 1.ª           | 2018-19       | 15    | 4     | 3                | 4                | —                       | —                       | 18    | 8     |
| Willem II · Países Bajos          | Total club    | Total club    | 15    | 4     | 3                | 4                | 0                       | 0                       | 18    | 8     |
| Trabzonspor Turquía               | 1.ª           | 2019-20       | 8     | 1     | 2                | 0                | 8                       | 0                       | 18    | 1     |
| Trabzonspor Turquía               | Total club    | Total club    | 8     | 1     | 2                | 0                | 8                       | 0                       | 18    | 1     |
| Heart of Midlothian F. C. Escocia | 1.ª           | 2019-20       | 3     | 0     | 0                | 0                | —                       | —                       | 3     | 0     |
| Heart of Midlothian F. C. Escocia | Total club    | Total club    | 3     | 0     | 0                | 0                | 0                       | 0                       | 3     | 0     |
| F. C. Emmen · Países Bajos        | 1.ª           | 2020-21       | 8     | 0     | 2                | 0                | —                       | —                       | 10    | 0     |
| F. C. Emmen · Países Bajos        | Total club    | Total club    | 8     | 0     | 2                | 0                | 0                       | 0                       | 10    | 0     |
| AEL Limassol F. C. Chipre         | 1.ª           | 2020-21       | 9     | 0     | 3                | 0                | —                       | —                       | 12    | 0     |
| AEL Limassol F. C. Chipre         | Total club    | Total club    | 9     | 0     | 3                | 0                | 0                       | 0                       | 12    | 0     |
| TSV Hartberg · Austria            | 1.ª           | 2021-22       | 18    | 5     | 3                | 0                | —                       | —                       | 21    | 5     |
| TSV Hartberg · Austria            | 1.ª           | 2022-23       | 1     | 2     | 1                | 0                | —                       | —                       | 2     | 2     |
| F. C. Zürich Suiza                | 1.ª           | 2022-23       | 7     | 0     | 1                | 0                | 8                       | 3                       | 16    | 3     |
| TSV Hartberg · Austria            | 1.ª           | 2022-23       | 15    | 5     | —                | —                | —                       | —                       | 15    | 5     |
| F. C. Zürich Suiza                | 1.ª           | 2023-24       | 2     | 0     | 1                | 0                | —                       | —                       | 3     | 0     |
| F. C. Zürich Suiza                | Total club    | Total club    | 9     | 0     | 2                | 0                | 8                       | 3                       | 19    | 3     |
| TSV Hartberg · Austria            | 1.ª           | 2023-24       | 27    | 12    | 2                | 0                | —                       | —                       | 29    | 12    |
| TSV Hartberg · Austria            | 1.ª           | 2024-25       | 30    | 4     | 6                | 7                | —                       | —                       | 36    | 11    |
| TSV Hartberg · Austria            | Total club    | Total club    | 91    | 28    | 12               | 7                | 0                       | 0                       | 103   | 35    |
| Wolfsberger AC · Austria          | 1.ª           | 2025-26       | 0     | 0     | 0                | 0                | 0                       | 0                       | 0     | 0     |
| Wolfsberger AC · Austria          | Total club    | Total club    | 0     | 0     | 0                | 0                | 0                       | 0                       | 0     | 0     |
| Total carrera                     | Total carrera | Total carrera | 207   | 47    | 27               | 15               | 20                      | 4                       | 254   | 66    |

## Palmarés

### Distinciones individuales
| Distinción                                                                | Año  |
| ------------------------------------------------------------------------- | ---- |
| Medalla Fritz Walter de Bronce Sub-17                                     | 2013 |
| Parte de los 50 mejores futbolistas sub-18 del mundo según medio Goal.com | 2014 |
| Joven de la semana para UEFA.com (mes de noviembre, semana #3)            | 2015 |